# Вітебська битва
Танкова битва (Лепельський контрнаступ) тривала з 6 до 10 липня 1941 року між німецькими 2-ю й 3-ю танковими групами 4-ї танкової армії групи армій «Центр» та двома радянськими механізованими корпусами 20-ї армії Західного фронту й іншими піхотними та механізованими частинами; з 9 до 16 липня відбувалися бої за Вітебськ та відхід із «котлів» радянських військ.

## Напередодні битви
Після зайняття Мінська та розбиття основних сил радянського Західного фронту в Білостоцькому та Мінському котлах, німецькі корпуси моторизовані починають просування до рубежу річок Західна Двіна та Дніпро задля початку звідти наступу у бік Москви.

## Співвідношення сил
Станом на 6 липня 1941 р.

### РСЧА
На межі річок Західна Двіна та Дніпро закінчував формування Другий стратегічний ешелон РСЧА, котрий передається в підпорядкування Західному фронту. 2 липня керівником фронтом призначається маршал С. К. Тимошенко — приступив до виконання обов'язків 4 липня. Посаду керівника штабу Західного фронту обіймав генерал з Генерального штабу Г. К Маландін. До складу Другого ешелону уведені:
- 16-та армія (генерал М. Ф. Лукін) перекидується з місць перебування в УРСР під Смоленськ. Після перепідпорядкування 5-го мехкорпусу у її складі залишилися дві стрілецькі дивізії;
- 19-та армія (генерал І. С. Конєв) перекидається під Вітебськ з земель УРСР, директивою їй підпорядковувалися 7 стрілецьких, 2 танкові та 1 мотострілецька дивізії, однак до початку активних бойових дій на цьому відтинку армія прибути не спромоглася;
- 20-та армія (генерал П. О. Курочкін) першопочатково нараховувала у своєму складі 61-й і 69-й стрілецькі та 7-й механізований корпус, також кілька стрілецьких дивізій. Незабаром в склад армії введено 5-й механізований корпус, 61-й стрілецький корпус спільно з смугою оборони під Могильовом підпорядковується штабу 13-ї армії (генерал П. М. Філатов). Займала оборонні позиції від Вітебська — за винятком — до Могильова.
- 21-ша армія (генерал В. Ф. Герасименко) займала оборонні позиції на південному фланзі Західного фронту. У її складі знаходилися 4 стрілецьких та 1 мехкорпус — разом 12 стрілецьких, 2 танкові та 1 мотострілецька дивізія;
- 6 стрілецьких дивізій 22-ї армії генерала П. О. Єршакова; займала смугу оборони від Ідриці до Дрісси та уверх по течії Західної Двіни — включно з Вітебськом.
- повітря в боях за Вітебськ захищали лише 10 пікірувальних бомбардувальників та 5 винищувачів.

### Вермахт
Значні підрозділи групи армій «Центр» ще були задіяні у ліквідації «Мінського котла», тому у власне просуванні напрямом на схід брали участь лише рухомі з'єднання, сполучені штабом 4-ї армії Гюнтера фон Клюге — 4-та танкова армія та 2-га танкова група генерал-полковника Г. Гудеріана:
- 24-й мотокорпус — 3-тя та 4-та танкові дивізії, також підійшлі згодом 1-ша кавалерійська та 10-та мотопіхотна дивізії — рухаються на Рогачов та Бихов;
- 46-й мотокорпус — 10-та танкова та 2 дивізія «Дас Райх»; прямував на Могильов;
- 47-й мотокорпус — 17-та та 18-та танкові дивізії, услід за ними й 29-та мотопіхотна дивізія; рухається в напрямі Орші.

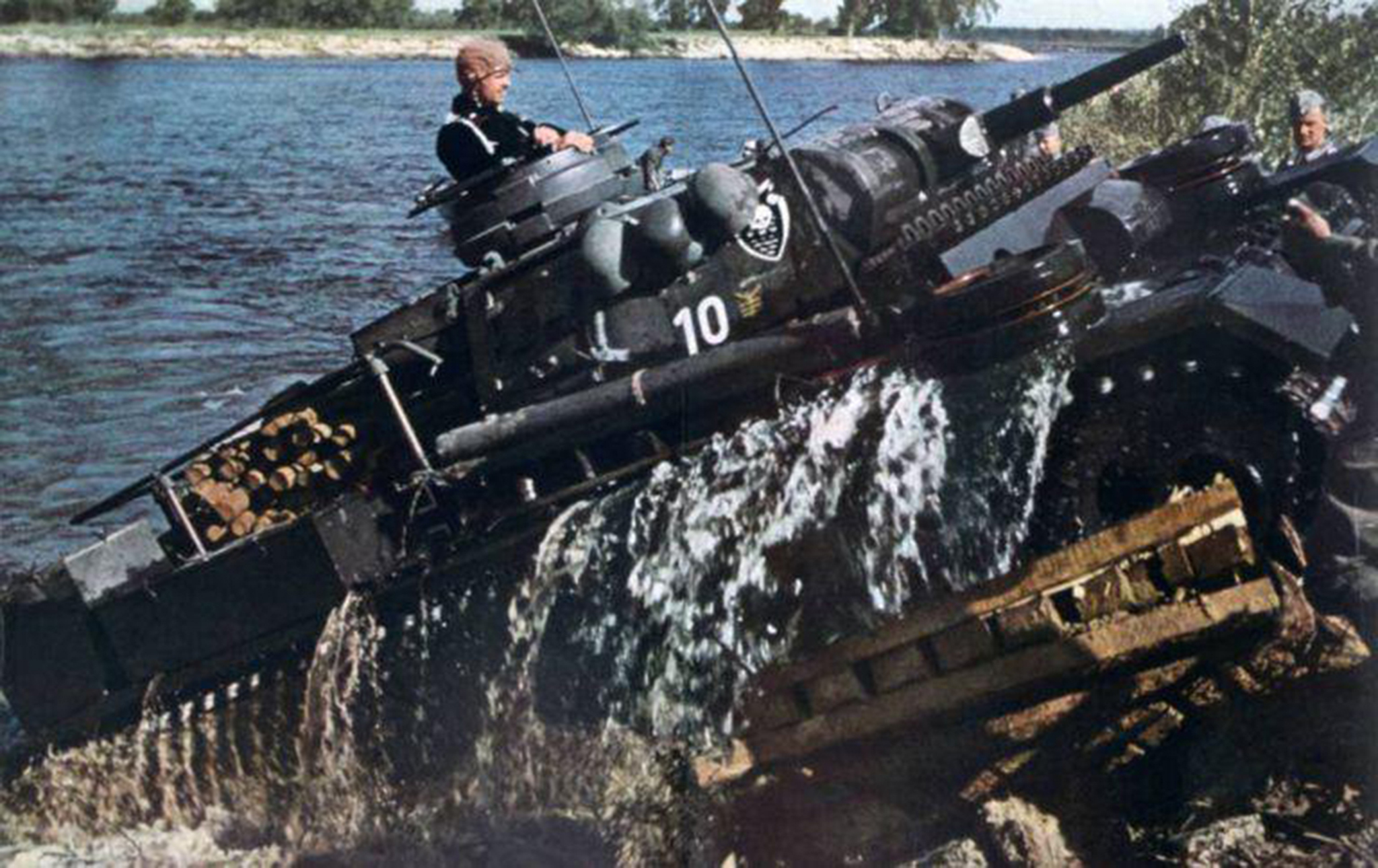
Німецький танк Panzer III зі складу 18-ї танкової дивізії корпусу долає водну перешкоду. Східний фронт. Червень 1941

3-тя танкова група генерал-полковника Г. Гота:
- 39-й мотокорпус — 7-ма танкова дивізія, услід за нею 20-та танкова та 20-та мотопіхотні дивізії; скеровується на Вітебськ. Згодом в склад корпусу передаються 12-та танкова та 18-та мотопіхотна дивізії;
- 57-й мотокорпус — 18-та мотопіхотна та 19-та танкова дивізії, згодом до них прилучилася 14-та мотопіхотна; рухається в напрямі Полоцька.

## Плани сторін щодо рішення операції
Німецькі похідні з'єднання просувалися на схід для зайняття нових вихідних позицій.
Радянське керівництво при плануванні контрудару сподівалося скористатися з відірваності німецьких з'єднань від піхотних польових дивізій та ставило за мету розбити їх поешелонно. Тому було заплановано контрнаступ з метою зупинення нацистського просування — в напрямі Лепеля, на зімкнення двох німецьких танкових груп.

## Перебіг операції
Станом на вечір 2 липня 1-ша Московська пролетарська дивізія тримала рубіж по лінії Пчельник — Велика Ухолода. Вранці 3 липня генерал Курочкін наказує комдиву Крейзеру відкинути німецький наступ. Біля залізничної станції Немониця відбувся танковий бій із застосуванням Т-34, нацистські сили витіснені, але люфтваффе в кількості до 70 літаків; хід бою переламано, 18-та танкова дивізія до 5 липня змогла просунутися вглиб радянської території на 15-20 кілометрів, при цьому втративши до 1500 вояків і офіцерів та до 70 танків. На вечір 4 липня дивізія відступила за річку Нача, зав'язалися бої на лінії від цієї річки до річки Бобр.
На шляху до Вітебська 5 липня 7-ма танкова дивізія генерал-майора Г. фон Функа — йшла в авангарді 39-го мотокорпусу — наштовхнулася на оборонний рубіж радянської 153-ї стрілецької дивізії та була зупинена східніше Бешенковичей. В результаті авіаудару люфтваффе радянські літаки у Вітебську знищені прямо на аеродромі.
5-6 липня у Вітебську формується ополчення — доходило до 2000 чоловік, 4 батальйони — Осовіахіму — 450 чоловік (командир Клейнов), Октябрьського, Залізничного — 900 бійців (командир Б. С. Семенов) — та Первомайського районів, також міліцейський полк та курсанти Лепельського мінометного училища.
6 липня Московська мотострілецька дивізія в бою під Толочином на річці Друть розбила автоколону з піхотою, 175-й полк в бою також розбив автоколону, німці вибиті з Толочина; у звітах керівництво дивізії писало, що було полонено 800 німецьких вояків, вбито близько 200, захоплено 350 справних автівок, на вечір дивізія змушено покидає Толочин та відходить на рубіж під селом Обольци.
7 липня німецька 7-ма танкова дивізія цілоденно штурмує радянські оборонні позиції, ближче до вечора 20-та танкова дивізія, що йшла їй услід, повертає на Уллу, щоб форсувати Західну Двіну там.

## Лепельський контрнаступ
Задля зупинення німецького просування в напрямі Вітебська радянське командування — маршал Тимошенко та генерал Курочкін — запланували провести удар по наступаючій групі силами двох новоприбулих мотокорпусів — із складу 20-ї армії Західного фронту:
- 5-й мехкорпус генерала І. П. Алексеєнка — 13-та та 17-та танкові дивізії та загін 109-ї моторизованої дивізії;
- 7-й мехкорпус генерала В. І. Виноградова — 14-та та 18-та танкові дивізії.

Загальна кількість танків у корпусах на час наступу досягала 1400, але з них тільки 47 КВ та 49 Т-34, решта — застарілих зразків.
Частиною цього наступу також були дії 1-ї Московської пролетарської мотострілецької дивізії поблизу Толочина супроти німецької 19-ї танкової дивізії (Оборона Борисова). Через відсутність взаємодії поміж радянськими мехкорпусами та навіть між окремими танковими дивізіями (зокрема, велику кількість у наступі складали Т-26, котрі не мали радіосполучення, а сигнали передавалися прапорцями), бойові дії звелися до розрізнених спроб наступу — по лінії Толпіно — Цотово — 5-й мехкорпус; на річці Черногостниця поблизу Сєнно — 7-й мехкорпус.
14-та танкова дивізія 7-го мехкорпусу, що рушила на Лепель уздовж Бешенковичського шосе, протягом 6-7 липня із величезними втратами намагалася подолати протитанкову оборону, котру виладували нацисти на річці Черногостниця; пізно ввечері отримала наказ про перенесення напряму удару. Протягом цього часу 18-та танкова дивізія вела бої за Сєнно з передовим загоном 17-ї танкової дивізії, проте увечері 8 липня змушено відступає.

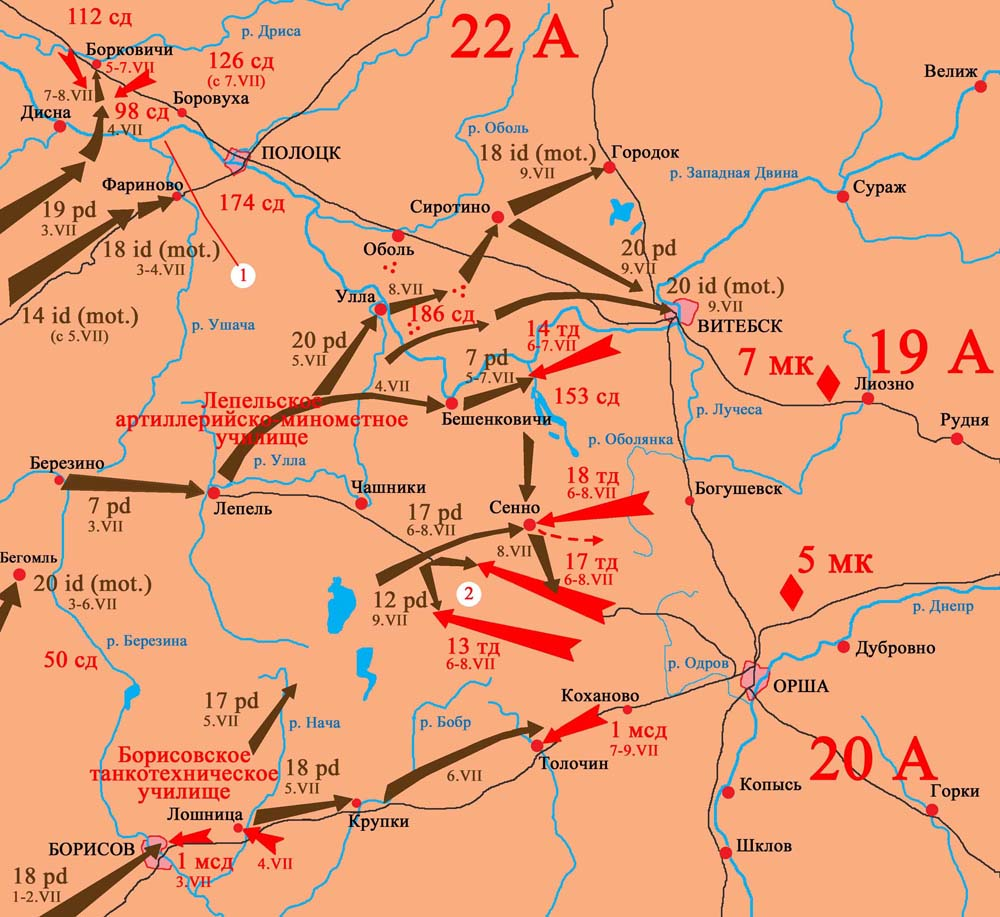
Бойові дії на північному фланзі радянського Західного фронту протягом 1-10 липня 1941 року.

5-й мехкорпус, що наступав на Лепель зі сторони Орші, атакує німецьку 17-ту танкову дивізію, що розтяглася на марші. Проте полишення увечері 8 липня радянськими силами Сєнна надало нацистським силам можливість атакувати 5-й мехкорпус з флангу та тилу, радянські передові частини опинилися в оточенні.
9 липня ближче до вечора через успішний німецький наступ північніше Вітебська поступив наказ припинити наступ та вивести залишки корпусів з бою. Частини 5-го мехкорпусу відходять під Оршу, де з наказу командуючого 20-ю армією Курочкіна зайняли оборону як піхотний підрозділ.

## Бої за Вітебськ
20-та танкова дивізія генерал-лейтенанта Хорста Штумпфа, подолавши під Уллою опір радянської 186-ї стрілецької дивізії 22-ї армії та форсує Західну Двіну.

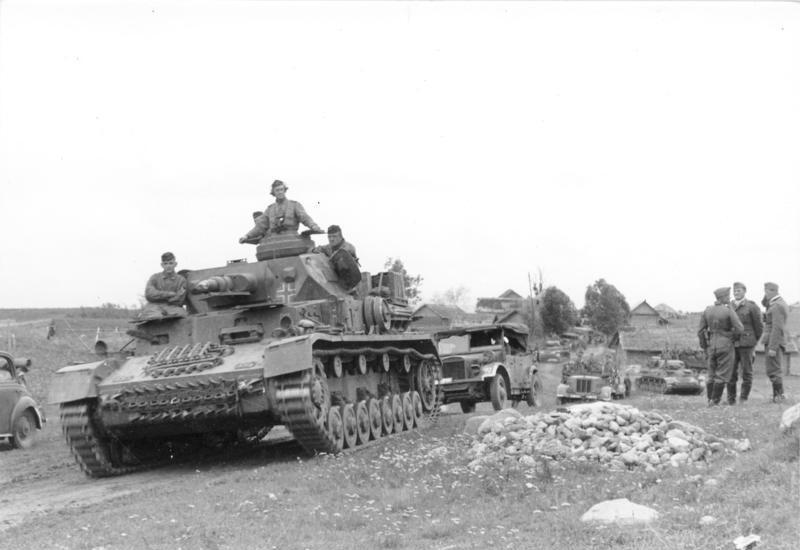
Німецькі «Панцер-4» та автомобілі під Вітебськом в липні 1941 року.

8 липня залишки розчленованої та відкинутої від Західної Двіни радянської 186-ї стрілецької дивізії вириваються з оточення в районі Сиротіно — Мишневичі та відступають на північний схід.
Вітебське ополчення вступає в бої за місто — батальйон Первомайського району (командир А. А. Монахов). 9 липня Залізничний батальйон ополчення 5 годин стримував наступ на місто біля озера Лосвідо.
9 липня німці займають західну частину Вітебська, при цьому захопили непошкодженим залізничний міст. За 20-ю танковою дивізією на другий берег Двіни переправляються дві мотодивізії, 20-та моторизована посилює дії танкової дивізії під Вітебськом. Через німецький наступ північніше Вітебська генерал Курочкін наказує припинити наступ на Лепель. Герман Гот зазначав, що форсування Двіни між Бешенковичами та Уллою мало вирішальне значення в боях за Вітебськ.
112-та стрілецька дивізія в боях зазнала значних втрат і відходить на лінію озеро Освея — озеро Біле — річка Свольна. 98-ма стрілецька дивізія продовжувала з боєм утримувати оборону на північному березі Дриси, відбивши того дня дві німецькі атаки. Нацистам вдалося вклинитися між 98-ю стрілецькою та 174-ю стрілецькою дивізіями та зайняти 6 ДОТів побіля Кушликів.
В ніч з 9 на 10 липня загін ополчення Осовіахіму тримав бій на лівому березі Західної Двіни біля Мазуріно; переправа нацистам вартувала до 200 вбитими.
10 липня бої у Вітебську продовжуються — близько 3-ї ранку у бій вступила 220-та мотострілецька дивізія (генерал Н. Г. Хоруженка), однак радянська 19-та армія, на котру згідно плану мала лягати оборона міста, ще тільки вивантажувалася на залізничних зупинних пунктах. Так, 9 липня в район Рудні та Ліозно прибули тільки штаби армії та трьох корпусів, 220-та мотострілецька дивізія та деякі окремі частини. Командуючий армією Конєв, прибувши під Вітебськ, знайшов в місті тільки батальйон Осовіахіму та ополчення. 10 липня радянські війська вибиті з сучасного району Вітебська Улановичі. 7-ма німецька танкова дивізія наступає вздовж південного берега Двіни, відтіснила 153-ю стрілецьку дивізію і на ранок 11 липня вийшла до Лучеси.
220-та мотострілецька дивізія ранковою атакою займає східну лівобережну частину міста та форсувала річку, проте до кінця дня німецькі сили відкинули їх.
10 липня Московська мотострілецька дивізія тримала оборону на річці Адров, прикриваючи західні підступи до Орші, відбивши того дня кілька атак.
В ніч на 11 липня 1-ша Московська дивізія відведена в ліс північніше Орші для відбиття можливого удару від Вітебська. 170-та стрілецька дивізія вела бої по рубежу Теплюки — Селява. Основні частини 13-ї танкової дивізії в нічному бою зуміли вирватися з оточення, 25-й полк, що йшов в ар'єргарді, відрізано, загинув командир полку полковник А. Н. Муравьев, рештки полку вибралися 12 липня.
11 липня нацистами повністю зайнято Вітебськ; ополчення Осовіахіму, втративши в бою під Журжево (сучасна частина Вітебська) до половини бійців, відступають на Сураж. Того ж дня під Городок підходить радянська 214-та стрілецька дивізія та вступає у бій із загоном 20-ї німецької танкової дивізії. 12-та танкова дивізія нацистів займає Богушевськ та проривається до шосе Вітебськ — Орша.
Лише 12 липня штаб 186-ї дивізії відновив зв'язок з штабом 25-го корпусу. Цього дня змогли вирватися 3000 бійців зі складу 186-ї стрілецької дивізії. 214-та стрілецька дивізія, посилена танковою ротою із складу 48-ї танкової дивізії, поновлює спроби атаки в напрямі Городка.
12 липня 39-й мехкорпус, зосередивши під містом 7-му та 20-ту танкову і 20-ту моторизовану дивізії переходить в наступ на Смоленськ (Смоленська битва (1941)).

## Вітебський котел
Два полки 134-ї стрілецької дивізії вели бої біля Суража та Кармеліт з нацистськими моточастинами, що намагалися оточити дивізію. 7-ма танкова дивізія прорвалася до Смоленського шосе, штаб радянської 220-ї мотодивізії втратив керування, командир дивізії Домановський Дементій Корнійович рахується пропалим безвісти (15 липня полонений). На допомогу 220-й дивізії скерований 28-й танковий, мотострілецький та гаубичний полки, в цілоденному бою поранений командир 28-го танкового полку майор М. Н. Бешанов, під вечир нацисти прорвалися до Велешковичів.

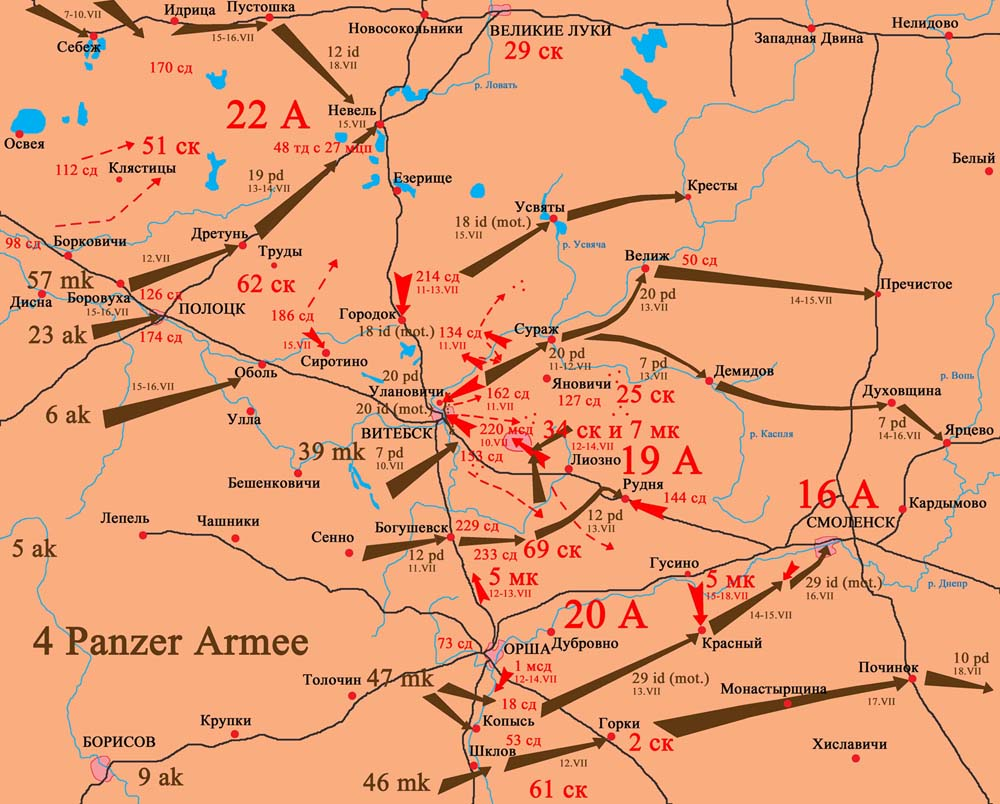
Бойові дії на північному фланзі радянського Західного фронту протягом 10-18 липня 1941 року.

Незважаючи на погроми попередніх днів, радянське керівництво 12 липня наказує 19-й, 20-й та 22-й арміям відбити Вітебськ. Для координації дій трьох армій призначався замісник командуючого військами генерал А. І. Єрьоменко.
Протягом 12-14 липня Конєв і Єрьоменко знову і знову кидали радянські війська на Вітебськ — за переважаючої ініціативи на німецькому боці.
12 липня відбувався бій Московської мотострілецької дивізії з німецькими силами, хо захопили плацдарм на східному березі Дніпра на рубежі річки Бася. В тому бою під час авіанальоту Крейзер поранений, його замінив полковник В. О. Глуздовський. Ближче до вечора правий фланг 61-го корпусу не витримує німецького наступу та відходить, 1-ша Московська дивізія опиняється в нацистському тилу.
Німецький 57-й мотокорпус поновлює наступ побіля Дісни та прориває фронт 112-ї стрілецької дивізії, 19-та танкова дивізія просунулася до Дретуні та захоплює радянську базу постачання. Радянська 22-га армія опинилася відрізаною від Невеля.
13 липня наступаючий на Смоленськ з північного заходу 39-й мотокорпус досягає: 7-ма танкова дивізія — Демидова, 20 танкова — Веліжа. 12-та танкова дивізія південніше Вітебська прорвалася на Смоленське шосе та зайняла Рудню. Частини 17-ї танкової дивізії вели бої за південні квартали Орші. Командний пункт 19-ї армії підпав під німецький удар, Конєву та Єременку вдалося вирватися.
Німецька танкова 19-та дивізія вранці починає наступ з Дретуні на Невель, де на 30-кілометровому фронті наштовхнулася на опір 48-ї танкової дивізії полковника Д. Я. Яковлєва з корпусним 27-м мотоциклетовим полком підполковника Ф. А. Чебаненка. Просування 18-ї мотодивізії з плацдарму біля Улли було сповільнено атакою атакою частин радянського 62-го корпусу зі сторони Полоцька. 20-та танкова дивізія прориває радянський опір під Суражем та наступає на Веліж, після зайняття останнього німці рухається на місто Білий. 7-ма танкова дивізія коло Велешковичів відрізала 720-й стрілецький полк 162-ї дивізії, в бою кілька сотень червоноармійців убито, 150 полонено; після того, здійснивши 45-км кидок, німці досягли околиць Демидова. 12-та танкова дивізія вермахту через оборонні ряди 69-го стрілецького корпусу біля Добромислі пробивається на Смоленське шосе в район Рудні. 13-та танкова дивізія двома загонами вела бій в районі Голинки.
Вранці 14 липня 1-ша Московська дивізія опинилася в повному оточенні, рушили в рейд у пошуках виходу, при цьому біля Добрині дали бій німецькій 18-й танковій дивізії. Намагалися пробитися в Лядах до Дніпра та в Красному ближче до Смоленська, але без успіху. Німецька 19-та танкова дивізія прорвалася до Невеля. Загін 14-ї танкової дивізії разом з комдивом І. Д. Васильєвим та частиною 129-ї дивізії зміг вирватися з оточення та сполучився з 18-ю танковою дивізією. Під Оршу прибула батарея БМ-13 капітана І. А. Флерова та здійснила два пристрілочні залпи, по другому залпу зруйновано переправу, німецькі вояки, що встигли переправитися, здалися в полон.
Німецька розвідка свідчила про дезорганізацію тилів радянських армій — залізниця від Вітебська до Смоленська була цілком забита ешелонами.
7-ма танкова дивізія 3-ї танкової групи 15 липня вийшла біля Ярцева на Московське шосе; 29-та моторизована дивізія 2-ї танкової групи, що наступала зі сторони Кописі, увірвалася на окраїну Смоленська. Радянські військові формування у Вітебську опинилися на самому дні «котла», розбиті частини 19-ї армії відступають на схід, в чималій кількості потрапляючи до полон. Того ж дня 186-та стрілецька дивізія таки змогла дістатися до передбаченого місця дислокації та зайняла оборону по річці Оболь, разом з тим німецька 18-та моторизована дивізія підійшли під Усвяти, 19-та танкова увірвалася в Невель.
Під Вітебськом в оточенні билися окремі частини «загону Вітебського напряму» — частини 220-ї мотострілецької та 14-ї танкової дивізій, окремі підрозділи 129-ї стрілецької.
Північніше Смоленська при виході з оточення пропав безвісти (чи був убитий) командир 25-го стрілецького корпусу генерал-майор С. М. Честохвалов.
За офіційною радянською версією 16 липня під Ліозно був полонений молодший офіцер 14-го гаубичного артилерійського полку 14-ї танкової дивізії 7-го механізованого корпусу Яків Джугашвілі — син Йосипа Сталіна.
16 липня німецькі війська займають Полоцьк. Залишки 1-ї Московської дивізії — до 1500 чоловік — полковник Глуздовський веде на прорив в напрямі Горки — Могильов. 25 липня під Могильовом злучилася із залишками 61-го стрілецького корпусу. 27 липня з'єднання рушає на прорив біля Пропойська — на західному березі Сожа були нацистські сили, на річці Сепка оборонялися червоноармійці. Спроба подолати відразу не вдалася, почався затяжний бій, один батальйон Павла Шурухіна — 300 чоловік — перейшов до партизанських дій. 30 липня дивізія в лісовому бою була розсічена — окремо пробивалися 175-й мотострілецький полк та 6-й мотострілецький полк з батальйоном Виноградова.
20 липня зі значними втратами прорвався з оточення мотострілецький полк 17-ї танкової дивізії на чолі з командиром майором Д. М. Михайловським.
23 липня пробився з оточення 14-й мотострілецький полк з підрозділами артполку 14-ї танкової дивізії.

## Наслідки
Втрата Вітебська для радянських військ загрожувала утворенням розриву в лінії фронту ще до форсуванням нацистами Дніпра. 19-та армія була розбита по частинах, на стадії зосередження, що посилило загрозу. Продовження спроб відбити Вітебськ в тому часі, коли німецькі моторизовані корпуси вели бої вже під Смоленськом, призвело до повного розбиття 19-ї радянської армії. Зосередження Третього Стратегічного ешелону надало певної міцності радянським військам, таким чином вдалося розблокувати деякі частини «Смоленського котла».
Нацистські війська групи армій «Центр» в часі перебігу радянського контрудару 20-ї армії в напрямі Лепеля зазнали значних втрат, тому, сповільнивши темп наступу, тиждень велися бої по ліквідації наслідків радянського контрнаступу. Для ліквідації Лепельського контрудару в цей район були перекинуті додаткові нацистські сили, в тому числі частини сусідніх армій. Для зриву наступу 5-го мехкорпусу німецьким командуванням було перекинуто танкові дивізії з групи Гудеріана та практично весь 2-й повітряний флот.